# إد تيك 4
آي دي تيك 4 (بالإنجليزية: id Tech 4)‏، هي محرك الألعاب أنشئت سنة 2004م، والتي تستخدم لأنظمة ألعاب الفيديو، ومن أمثلة على ذلك لعبة ولفينشتاين ودوم 3.

## مصدر
1. ↑  "id Tech 4 Source Code". مؤرشف من الأصل في 2019-04-18.
2. ↑  وصلة مرجع: https://github.com/id-Software/DOOM-3-BFG/blob/master/COPYING.txt.
3. ↑  "Doom 3 Source Code Released To Public". مؤرشف من الأصل في 2019-03-27. اطلع عليه بتاريخ 2012-09-25.
4. ↑  Q&A with John Carmack, E3 2002 نسخة محفوظة September 29, 2009, على موقع واي باك مشين.
5. ↑  Carmack، John (7 أغسطس 2007). "I mean I won't commit to a date, but theDoom 3 stuff will be open source". LinuxGames.com. مؤرشف من الأصل في 2015-06-03.